# 惠利夫人
惠利夫人，又稱為福灵太太，南宋嘉定年间(1208～1224年)朝廷敕封为“惠利夫人”，不久加封为“惠利福顺夫人”，惠利夫人在闽西、闽北一些地方仍有影响，其中在明溪的影响尤大。其影响扩大到宁化、清流、建宁、长汀、连城等地。

## 源流
俗名莘七娘，五代时人。民间传说莘七娘原是总兵夫人，在拜天地后，丈夫就奉命出征，战死沙场。莘七娘继承夫志，率兵出征，凯旋而归。死后，被明溪等地百姓奉为神灵。又传莘七娘是江西人氏，知书达礼，并精通医术。五代时，随夫出征福建，转战于明溪雪峰镇(今城关)。丈夫不幸病亡，为了陪伴丈夫的亡灵，她侨居明溪，义务为当地群众治病，死后被明溪百姓奉为神灵，立庙祭祀。另据方志记载，南宋初，有一位游客寄宿于明溪巡检司驿馆，夜里听到附近有一女子吟诵悲凄诗歌，略云自己是良家女，随丈夫征闽，丈夫染瘟疫客死他乡后，她也侨居明溪以陪伴丈夫的亡魂。200年后，坟墓荒芜，无人照管，他们也成了孤魂野鬼。这位游客将所听到的诗歌写在墙壁上，当地百姓知道这件事后，遂修建莘七娘坟墓，定时祭祀，并建造宫庙奉祀，遇到旱涝疾疫，就向莘七娘祈祷(清·道光《重纂福建通志》卷27《坛庙》)。